# Гамбоа, Юриоркис
Юриоркис Гамбоа Толедано (исп. Yuriorkis Gamboa, иногда также кратко Юри Гамбоа; род. 23 декабря 1981, Гуантанамо, Куба) — кубинский боксёр-профессионал, выступающий во 2-й полулёгкой весовой категории. Чемпион Панамериканских игр 2003 года. Олимпийский чемпион 2004 года. Призёр чемпионата мира 2005 года. Чемпион мира в полулёгком весе (версия WBA, 2009—2011; версия IBF, 2010—2011), втором полулёгком (временный WBA, 2012), лёгком (временный WBA 2013).

## Любительская карьера
Юриоркис Гамбоа провёл длительную и успешную любительскую карьеру, в которой провёл около 250 поединков.
В 2001 году на международном чемпионате в Австралии занял второе место, уступив в финале россиянину, Сергею Казакову. В 2003 году на чемпионате мира проиграл в четвертьфинале тайцу, Сомчиту Чончгохору.
В 2003 году завоевал золото на Панамериканских играх. В 2004 году взял золото на Олимпийских играх.
В 2005 году на Кубке Мира в Москве завоевал серебро, проиграл в финале россиянину, Алексею Тищенко.
В 2006 году выиграл золотую медаль на Кубке Мира в Баку. Полу финале встретился с Шахларам Нагиевам он Выиграл 2 раунда но проиграл  RSCO-2. Победил в финале Альберта Селимова.

### Олимпийские игры 2004
- 1/16 финала. Победил Игоря Самойленко (Молдова) — PTS (46-33)
- 1/8 финала. Победил Сомчита Чонгчохора (Таиланд) — PTS (26-21)
- 1/4 финала. Победил Георгия Балакшина (Россия) — PTS (26-18)
- 1/2 финала. Победил Рустамходжа Рахимова (Германия) — PTS (20-11)
- Финал. Победил Жерома Тома (Франция) — PTS (38-23)

## Профессиональная карьера
На профессиональном ринге дебютировал в апреле 2007 года.
В мае 2008 года Гамбоа встретился с Дарлингом Хименесом. Кубинец доминировал в бою, больше перемещаясь по рингу, чаще и точнее выбрасывая удары. В середине 4-го раунда Хименес прижал противника к канатам, пробил левый хук по корпусу, и сразу же правый в голову. Гамбоа опустился на колено, но сразу же поднялся. Рефери отсчитал нокдаун. По итогам 10-ти раундов все судьи отдали победу кубинцу.
В октябре 2008 года состоялся бой двух непобеждённых проспектов — Юриоркиса Гамбоа и Маркоса Рамиреса. В середине 1-го раунда американец выбросил левый хук в челюсть. Кубинца качнуло. Однако он пошёл на обострение. Рамирес тут же выбросил серию ударов в голову, и правым хуком попал противнику в челюсть. Гамбоа упал, но сразу же поднялся. Он попытался продолжить бой, но рефери его остановил и отсчитал ему нокдаун. После возобновления боя завязался небольшой размен в котором больше преуспел кубинец. В начале 2-го раунда Гамбоа пробил двойку — правый апперкот и левый хук — в челюсть. Американец опустился на пол. Он поднялся на счёт 9. После возобновления боя оба боксёра пошли в размен. Гамбоа пробивал в открытую челюсть множество ударов. Рамирес выбрасивал свои удары мимо. В середине 2-го раунда Гамбоа пробил двойку в голову, затем левый хук в корпус, и добавил правый апперкот в челюсть. Рамирес опустился на пол. Рефери начал отсчитывать нокдаун. Видя, что американец поднимается, он ускорил окончание отсчёта, и таким образом Рамирес не успел подняться на счёт 10. Гамбоа победил нокаутом.

### Чемпионский бой с Орландо Салидо
В сентябре 2010 года Гамбоа вышел на ринг против мексиканца Орландо Салидо. С первых раундов инициативой завладел Гамбоа. В 8-м раунде кубинец пошёл вперед и нарвался на встречный правый хук. Гамбоа сразу же поднялся. В 11-м раунде после столкновения головами у Салидо образовалось рассечение на лбу. В 12-м раунде Салидо дважды был в нокдауне. Во втором случае Гамбоа нанес удар по лежащему Салидо, и Джо Кортес снял с кубинца 2 очка.

### Бой с Хорхе Солисом
Чемпион WBA в полулёгком весе Юриоркис Гамбоа (20-0, 16 KO) за четыре раунда разобрался с Хорхе Солисом (40-3-2, 29 KO) по ходу встречи пять раз отправляя его на настил ринга. Солис дважды побывал в нокдауне во втором раунде, один раз в третьем и ещё два раза в четвёртом, после чего поединок был остановлен. «Это было ужасно, он бьет сильнее, чем Паккьяо», — заявил после боя Солис. Гамбоа победил.

### Бой с Даниэлем Понсе де Леоном
В сентябре 2011 года Гамбоа встретился с другим мексиканцем Даниэлем Понсе де Леоном. С 1-го раунда преимущество было у Гамбоа. В 8-м раунде боксёры столкнулись головами и у мексиканца образовалось рассечение. После 7 раундов Гамбоа вёл по очкам и победителем объявили его.

### Бой с Теренсом Кроуфордом
Во встрече с Теренсом Кроуфордом, в начале боя Гамбоа имел преимущество за счет скорости и работы ног, однако Кроуфорд сумел перехватить инициативу после 4 раунда, отправляя Гамбоа в нокдаун один раз в 5-м, один раз в 8-м и два раза в 9-м раунде. В итоге Кроуфорд победил техническим нокаутом в 9 раунде.

## Таблица боёв
В таблице перечислены результаты всех поединков боксёров.
В каждой строке указан результат поединка. Дополнительно номер поединка обозначен цветом, который обозначает итог поединка. Расшифровка обозначений и цветов представлена в нижеследующей таблице.
| Пример | Расшифровка                     |
| ------ | ------------------------------- |
|        | Победа                          |
|        | Ничья                           |
|        | Поражение                       |
|        | Планируемый поединок            |
|        | Поединок признан несостоявшимся |
| КО     | Нокаут                          |
| ТКО    | Технический нокаут              |
| PTS    | Решение судей (по очкам)        |
| UD     | Единогласное решение судей      |
| MD     | Решение большинства судей       |
| SD     | Раздельное решение судей        |
| RTD    | Отказ от продолжения боя        |
| DQ     | Дисквалификация                 |
| NC     | Поединок признан несостоявшимся |

| Результат | Дата             | Соперник                        | Место боя                                                 | Тип | Раунд, Время  | Комментарии |
| --------- | ---------------- | ------------------------------- | --------------------------------------------------------- | --- | ------------- | --- |
| 30-4      | 7 ноября 2020    | Девин Хейни (24-0)              | Seminole Hard Rock Hotel & Casino, Холливуд, Флорида, США | UD  | 12            | Бой за титул чемпиона мира по версии WBC (2-я защита Хейни) в лёгком весе. Счёт: 109-118, 107-120, 107-120.                                                                                              |
| 30-3      | 28 декабря 2019  | Джервонта Дэвис (22-0)          | Стэйт Фарм-арена, Атланта, Джорджия, США                  | TKO | 12 (12), 1:17 | Бой за вакантный титул чемпиона мира по версии WBA в лёгком весе. |
| 30-2      | 27 июля 2019     | Роман Мартинес (30-3-3)         | Royal Farms Arena, Балтимор, Мэриленд, США                | KO  | 2 (10), 2:00  | |
| 29-2      | 10 ноября 2018   | Мигель Бельтран мл. (33-6)      | Марлинс-парк, Майами, Флорида, США                        | UD  | 10            | Счёт: 100-89, 98-91, 99-90. |
| 28-2      | 25 ноября 2017   | Джейсон Соса (20-2-4)           | Мэдисон-сквер-гарден, Нью-Йорк, США                       | MD  | 10            | Счёт: 95-93, 94-94, 96-92. |
| 27-2      | 12 августа 2017  | Алексис Рейес (15-2-1)          | Grand Oasis Arena, Канкун, Кинтана-Роо, Мексика           | MD  | 10            | Счёт: 95-94, 95-94, 94-94. |
| 26-2      | 5 мая 2017       | Робинсон Кастельянос (23-12)    | MGM Grand Garden Arena, Лас-Вегас, Невада, США            | RTD | 7 (10), 3:00  | |
| 26-1      | 11 марта 2017    | Рене Альварадо (24-7)           | Верона, штат Нью-Йорк, США                                | UD  | 10            | 97-93, 97-92, 97-92. |
| 25-1      | 19 декабря 2015  | Хайлон Уильямс мл. (16-1-1)     | Верона, штат Нью-Йорк, США                                | UD  | 10            | 96-94, 98-92, 98-92. |
| 24-1      | 15 ноября 2014   | Джоэл Монтес де Ока (18-3)      | Канкун, Мексика                                           | TKO | 6 (10), 1:13  | |
| 23-1      | 28 июня 2014     | Теренс Кроуфорд (23-0)          | Омаха, США                                                | KO  | 9 (12), 2:53  | Бой за титул чемпиона мира по версии WBO в лёгком весе. |
| 23-0      | 8 июня 2013      | Дарли Перес (28-0)              | Монреаль, Канада                                          | UD  | 12            | 116-111, 116-111, 115-112. Выиграл временный титул WBA в лёгком весе. |
| 22-0      | 8 декабря 2012   | Майкл Фаренас (34-3-4)          | Лас-Вегас, США                                            | UD  | 12            | 117-109, 118-108, 117-108. Выиграл временный титул WBA во втором полулёгком весе. |
| 21-0      | 10 сентября 2011 | Даниэль Понсе де Леон (41-3)    | Атлантик-Сити, США                                        | TD  | 8 (12), 1:24  | 80-72, 80-72, 79-73. Остановка из-за столкновения головами. |
| 20-0      | 26 марта 2011    | Хорхе Солис (41-2-2)            | Атлантик-Сити, США                                        | TKO | 4 (12), 1:31  | Защитил титул WBA Super в полулёгком весе. |
| 19-0      | 11 сентября 2010 | Орландо Салидо (34-10-2)        | Лас-Вегас, США                                            | UD  | 12            | 116-109, 114-109, 115-109. Гамбоа в нокдауне в 8 раунде, оштрафован на 2 очка в 12 раунде; Салидо 2 раза в нокдауне в 12 раунде. Защитил титул WBA Super; выиграл вакантный титул IBF в полулёгком весе. |
| 18-0      | 27 марта 2010    | Джонатан Виктор Баррос (28-0-1) | Гамбург, Германия                                         | UD  | 12            | 116-111, 118-109, 118-109. Баррос в нокдауне в 8 раунде. Защитил титул WBA в полулёгком весе. |
| 17-0      | 23 января 2010   | Роджерс Мтагва (26-13-2)        | Нью-Йорк, США                                             | KO  | 2 (12), 2:35  | Защитил титул WBA в полулёгком весе. |
| 16-0      | 10 октября 2009  | Уайбер Гарсия (22-6)            | Нью-Йорк, США                                             | TKO | 4 (12), 2:58  | Защитил титул WBA в полулёгком весе. |
| 15-0      | 17 апреля 2009   | Хосе Рохас (25-6-1)             | Примм, США                                                | TKO | 10 (12), 1:31 | Выиграл титул WBA в полулёгком весе (первый титул чемпиона мира в карьере Гамбоа). |